# Concierto de Aranjuez
Het Concierto de Aranjuez is een concerto voor gitaar en orkest, gecomponeerd door Joaquín Rodrigo (1901-1999) in Parijs in 1939.
Deze Spaanse componist maakte met dit stuk de gitaar in de klassieke muziek "concertwaardig". De eerste uitvoering vond plaats in het Palau de la Música Catalana in Barcelona op 9 november 1940 en werd uitgevoerd door Regino Sainz de la Maza.  Hij werd begeleid door het Filharmonisch Orkest van Barcelona met de dirigent César Mendoza Lasalle. Het Concierto was meteen een groot succes. In Madrid werd het voor de eerste keer uitgevoerd op 12 februari 1941.
De gitaar wordt begeleid door een fluit, een piccolo, een hobo, een Engelse hoorn, twee klarinetten, twee fagotten, twee hoorns, twee trompetten en strijkinstrumenten.

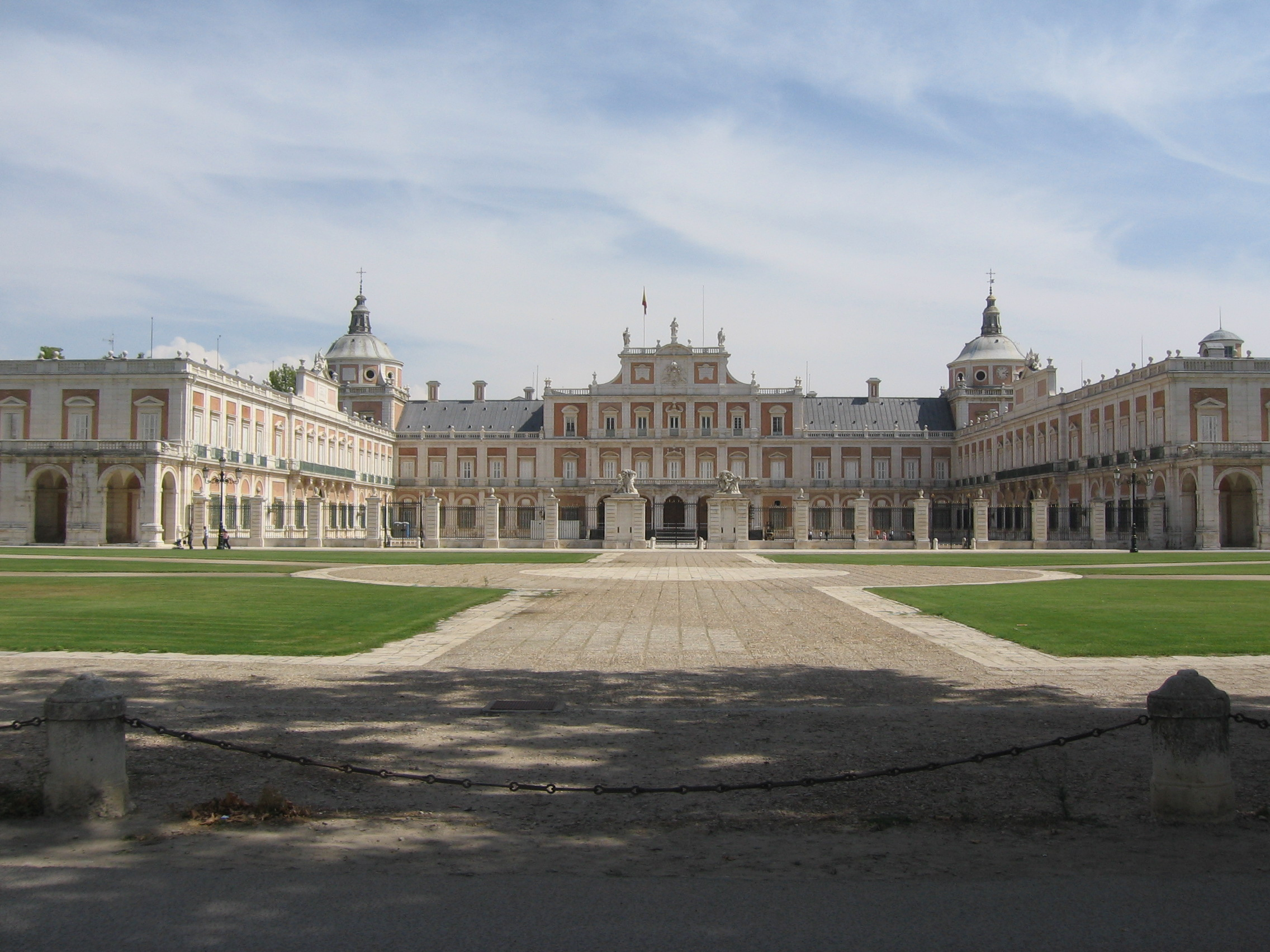
Paleis van Aranjuez

 Toen Rodrigo in 1939 het stuk begon te schrijven, verbleef hij nog in Parijs. In zijn beleving leek de rijke Spaanse cultuur te verdwijnen als gevolg van de burgeroorlog die in zijn vaderland woedde. Daarom probeerde hij elementen van die cultuur in zijn compositie vast te leggen. Zo verwijst hij in de titel naar het glorieuze verleden van het Spaanse koninkrijk: Aranjuez, 47 km ten zuiden van Madrid, was ooit de zomerresidentie van de Spaanse koningen. Zelf woonde Rodrigo hier ook een periode.

## Drie delen
Het Concierto bestaat uit drie delen: Allegro con spirito, Adagio en Allegro gentile.
In het eerste deel, Allegro con spirito, is het ritme van de flamenco te herkennen.
Het Adagio, het langzame tweede deel, is kenmerkend voor de trage maat en de rustige melodie, ingeleid door de Engelse hoorn, zachtjes begeleid door gitaar en violen. Er hangt een sfeer van rustige spijt in het hele stuk. De melodie krijgt in het verloop langzaam aan meer ornamentatie. Een atonaal geluid van de gitaar brengt het eerste gevoel van spanning in het stuk. Langzaam groeit de spanning en wordt continu, maar ontspant soms in de melodie. Maar dan begint de climaxopbouw. Deze komt terug in de thematische melodie -molto appassionato- door de violen en houtblazers. Het stuk lost op in een kalm gitaararpeggio, ofschoon het eigenlijk de violen op de achtergrond zijn die het zware werk naar de finale van het stuk leiden.
In een interview (1995) van Bill McLaughlin met Pepe Romero vertelt Romero wat Rodrigo hem over dit tweede deel, het Adagio, mededeelde: 
Rodrigo sprak er niet graag over, en hij wilde eigenlijk ook niet vertellen wat de ware achtergrond was. Aranjuez werd gecomponeerd op het dieptepunt van Rodrigo's leven. Het paar had juist hun eerste kindje verloren. Het hele tweede deel gaat over zijn manier van praten met God. En dan heb je cadans die altijd maar doorgaat en wordt overgenomen door het orkest. Dit ritme stopt nooit en verbeeldt het leven, en Rodrigo's verbinding en bewustzijn van het leven.
De melodie, aanvankelijk met de Engelse hoorn, dan de gitaar, vervolgens overgenomen door alle afzonderlijke instrumenten werkend naar een hoogtepunt van een enorm tutti (alle instrumenten gezamenlijk) en verbeeldt alle soorten gevoel die Rodrigo doorloopt: de liefde voor hun kindje, de liefde voor zijn vrouw, zijn smeekbede aan God dan ten minste háár te laten leven… Zijn vrouw Victoria Kamhi, had tijdens en na de bevalling ook in levensgevaar verkeerd.
Het derde deel het Allegro gentile heeft een gemengde maat, en varieert tussen tweekwartsmaat en driekwartsmaat. Dit vrolijk gebuitel besluit het circa 22 minuten durende stuk.
Het Concierto is het eerste werk van Rodrigo dat hij schreef voor gitaar en orkest. Een dergelijke instrumentatie is ongebruikelijk: het komt maar zelden voor de gitaar als alleenstaand instrument de enorme kracht van een vol orkest uitdaagt. Toch wordt de gitaar nooit overspoeld door het orkest: de solo blijft de hele compositie door staan.
Het Concierto de Aranjuez werd vaak opgenomen. Julian Bream en Narciso Yepes zetten het stuk vier keer op de plaat, John Williams driemaal en Paco de Lucía deed dit eenmaal. Ook Jan Akkerman nam het op.
In het algemeen geeft men de voorkeur aan de uitvoering van Pepe Romero.
Het Concierto werd door Rodrigo zelf aangepast voor harp en orkest en opgedragen aan Nicanor Zabaleta. Ook de harpiste Marisa Robles nam deze versie op. Er bestaat een vocale versie, van onder andere Teresa Berganza. Verder hebben Walter Feybli en Daniel Erni een bewerking voor twee gitaren opgenomen.
Op het album Sketches of Spain van Miles Davis staat een orkestratie van Gil Evans voor trompet. De Spaanse groep Los Mayas bereikte in augustus 1971 de tiende plaats met het nummer in de Nederlandse Top 40, wat zelden voorkomt met klassieke composities.
Het bekendste stuk uit de compositie is het Adagio; de melodie wordt vaak gebruikt in films, series en reclamefilmpjes en wordt door veel mensen herkend.
Het tweede deel leverde Rodrigo het thema voor een andere compositie, En Aranjuez con mi amor. Deze compositie is ook in de lichte muziek bekend geworden en is door Richard Anthony, Nana Mouskouri en anderen uitgevoerd als Aranjuez, Mon Amour. In 1995 schreef Helmut Lotti de Engelstalige tekst All my life op dit lied. Het lied Li Beirut, vertolkt door de Libanese zangeres Fairuz bevat ook deze melodie.
- Biblioteca Nacional de España: XX3385542
- Bibliothèque nationale de France: cb13917951d (data)
- Gemeinsame Normdatei: 300131283
- Library of Congress Control Number: n87834153
- MusicBrainz work: 4344e777-556c-3f2f-b4fd-96c852f9f1e9
- Nationale Bibliotheek van Israël: 987007394982605171
- Virtual International Authority File: 185515566